# 장크트갈렌–빈터투어 철도 노선
장크트갈렌–빈터투어 철도 노선(St. Gallen–Winterthur railway line)은 스위스 장크트갈렌주, 투르가우주 및 취리히주의 표준궤 철도 노선이며, 스위스 연방 철도에 속한다. 57.1km 길이의 이 노선은 1855년에서 1856년 사이에 장크트갈렌-아펜첼 철도(SGAE)에 의해 4단계로 개통되었다.

## 역사

### 건설과 개업
투르가우주는 경로가 투르가우에게 유리하지 않았기 때문에 처음에 영토에 대한 양보를 거부했다. 스위스 북동부 철도는 투르가우를 통해 경쟁하는 빈터투어-로만스호른 철도를 운영했다.
슈바르첸바흐의 빈터투어 - 빌 -투어 교량 구간은 율리우스 헤르츠가 건설했다. 빈터투어-빌 구간은 1855년 10월 14일에 개통되었다. 소요 시간은 40분이었다.
빌과 플라빌 사이의 경계는 뜨겁게 토론되었다. SGAE는 슈바르첸바흐에서 베테나우어 바이허 및 오버우츠빌을 거쳐 플라빌까지 우츠빌의 지역 언덕인 포겔스베르크 남쪽으로 쉽게 건설되는 경로에 대한 허가를 신청했다. 상업적 이익은 우츠빌이 역을 가질 수 있도록 포겔스베르크 북쪽 경로를 선호했다. 따라서 이 노선은 나중에 우츠빌역이 건설된 포겔스베르크 가장자리에 S자 곡선으로 촘촘하게 건설되었다. 그 결과, 이 S자 곡선은 오늘날 전체 노선에서 가장 느린 구간 중 하나이며 스위스에서 비교적 고속 노선에서 가장 좁은 곡선이다. 빌-플라빌 구간은 1855년 12월 25일에 개통되었다.
1856년 2월 15일 플라빌과 고사우 사이 Egg의 글라트 다리 건설 이 완료된 후 노선은 고사우와 빈켈른에 도달했다. 마침내 이 노선은 1856년 3월 24일 장크트갈렌 마을까지 연장되었다. 이를 위해 카를 에첼이 설계한 철 격자 다리가 원래의 지터 고가교인 지터 위에 건설되었다.

### 추가 개업
1879년 12월 31일 빈터투어에서 출발하는 기차가 장크트갈렌 근처의 폰빌에서 탈선했다. 두 대의 기관차는 철도 선로의 왼쪽과 오른쪽에 놓이게 되었고 객차는 서로 밀리게 되었다. 이 사고로 2명이 사망하고 여러 명이 부상을 입었으며 일부는 중상을 입었다.
이 노선은 1902년 7월 1일 국철이 국유화되면서, 스위스 연방 철도의 일부가 되었다. 1903년부터 SBB는 라인을 단계적으로 복제하고, 1927년에 15,000V 16.7Hz로 전철화했다. 동시에 알게차우젠-헤나우 정류장이 개통되었고, 우츠빌의 뷜러 산업철도가 회사에 양도되었다.
빈터투어 헤기 정류장은 취리히 S-반 확장의 일환으로 2006년 12월에 개업했다. 알게차우젠-헤나우 및 슈바르첸바흐역은 2013년에 폐쇄되었다.

## 운행
장거리 교통에서 이 노선은 장크트갈렌에서 제네바까지의 동서축의 일부이다. 지역 교통에서 라인탈-익스프레스(REX)는 쿠어에서 장크트갈렌을 거쳐 빌까지 운행한다. 지역 교통의 경우 라인 S1(장크트갈렌-빌)이 운행되며, 피크에는 S11(장크트갈렌-빌) 및 장크트갈렌 S-반 S5(장크트갈렌-고사우- 바인펠덴)의 추가 서비스가 제공된다. 빌 서쪽 구간은 취리히 S-반의 S35(빈터투어-빌) 노선이 운행된다.
노선은 다음 노선이 서비스를 제공한다. (2017/18):

### 장거리-
- EC ( 바젤 SBB – 아라우–) 취리히 – 장크트갈렌 – 메밍엔 / 켐프텐 – 뮌헨
- IC 1 제네바 공항 – 베른 – 취리히 HB – 장크트갈렌
- IC 5 제네바 공항/ 로잔 – 비엘/비엔 – 취리히 HB(- 장크트갈렌)
- IR 37 바젤 SBB - 아라우 - 취리히 HB - 장크트갈렌

### 지역
- RE 빌 SG - 장크트갈렌 - 자르간스 - 쿠어 (라인탈 익스프레스)
- SN 빈터투어 – 장크트갈렌 (야간 노선)
- 장크트갈렌 S-반
  - S1 빌-장크트갈렌
  - S5 생갈렌-고사우-바인펠덴
- 취리히 S-반
  - S35 빈터투어 – 빌 SG 빈터투어–빌 SG